# Heteropoda natans
Heteropoda natans är en spindelart som beskrevs av Jäger 2005. Heteropoda natans ingår i släktet Heteropoda och familjen jättekrabbspindlar. Inga underarter finns listade i Catalogue of Life.